# St. Peter und Paul (Obersöchering)

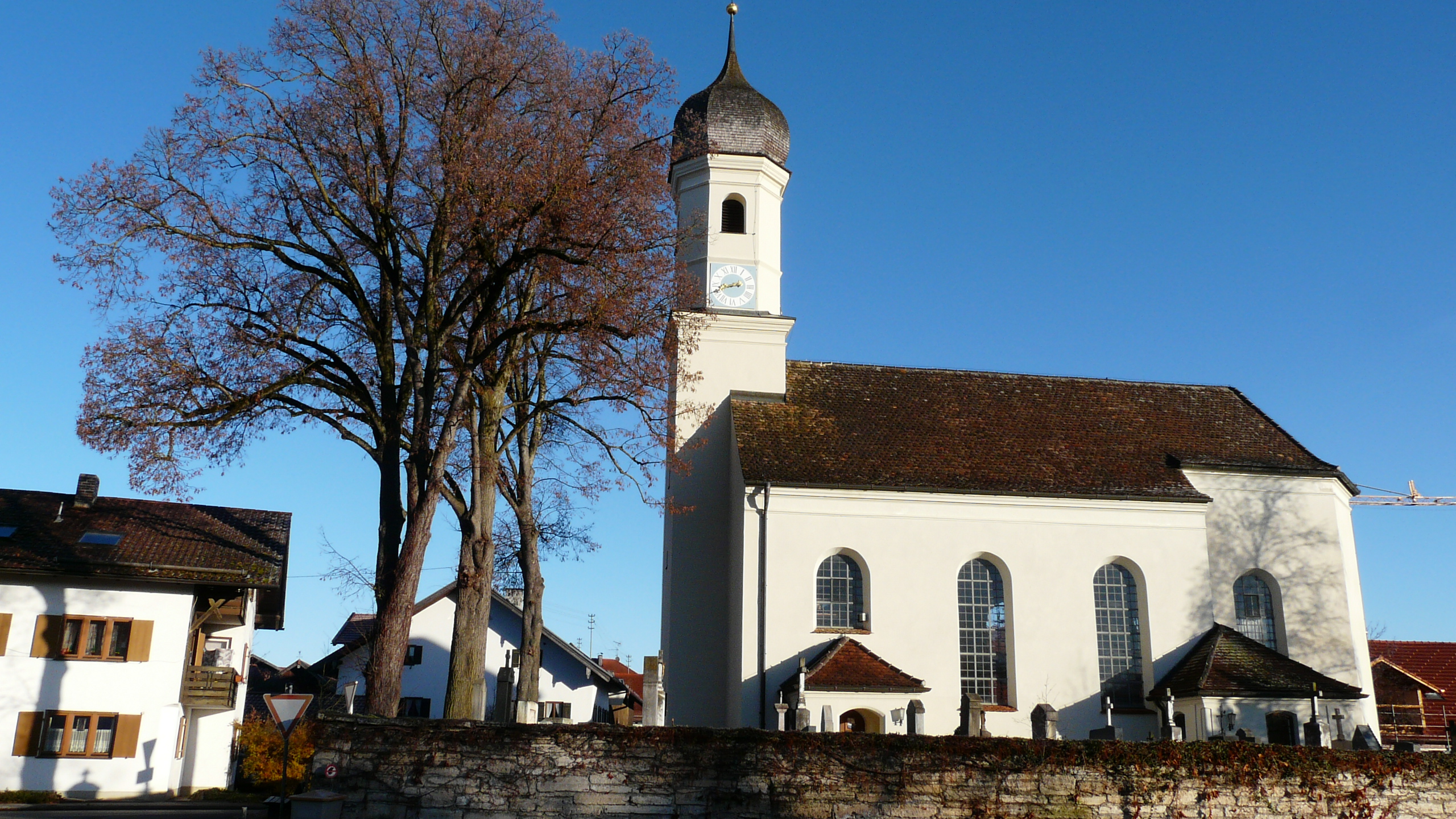
St. Peter und Paul in Obersöchering

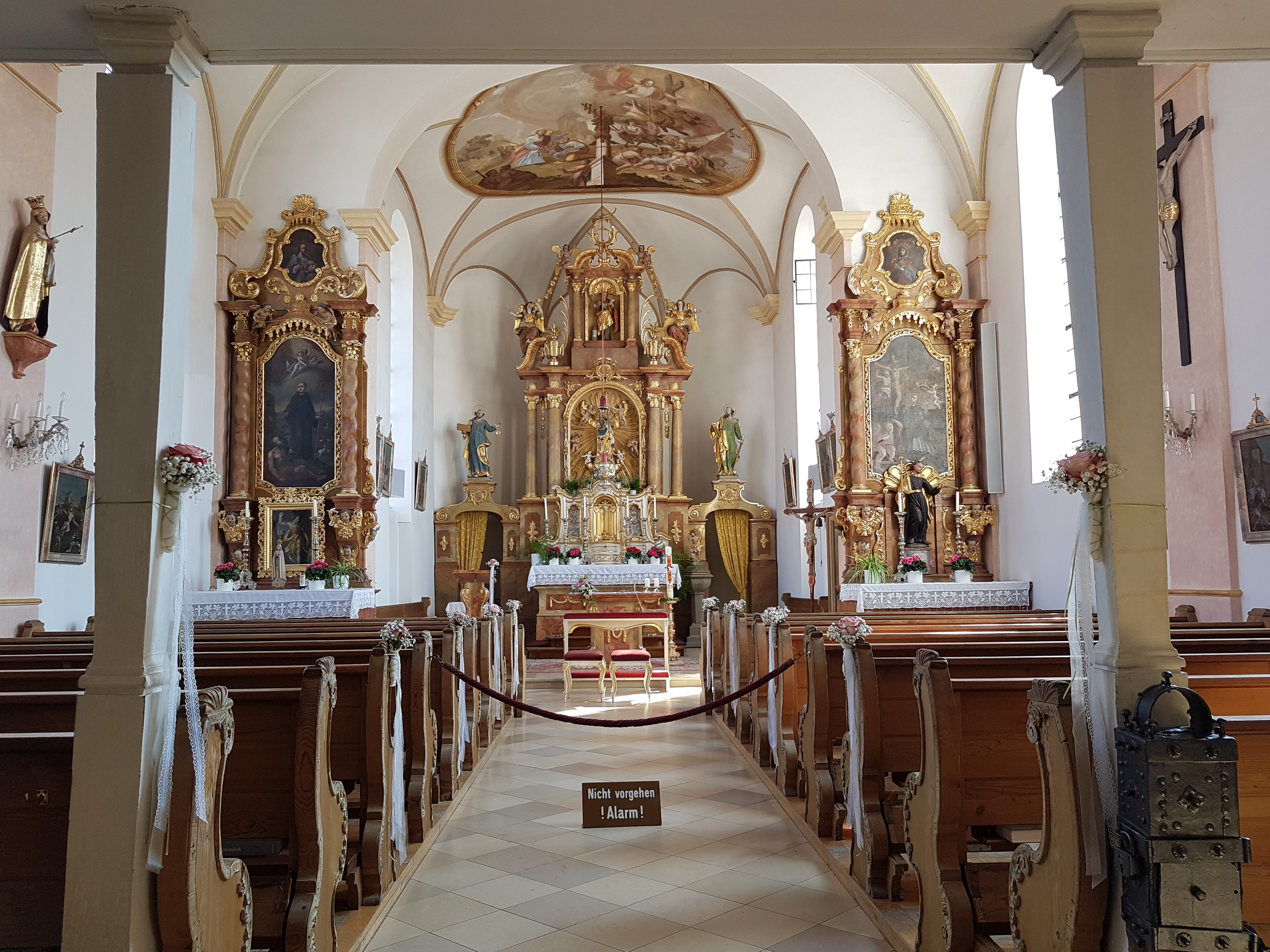
Innenraum

Die römisch-katholische Pfarrkirche St. Peter und Paul steht in Obersöchering, einer Gemeinde im oberbayerischen Landkreis Weilheim-Schongau. Sie ist in der Liste der Baudenkmäler in Obersöchering als Baudenkmal unter der Nr. D-1-90-136-3 eingetragen. Die Kirche gehört zum Dekanat Benediktbeuern im Bistum Augsburg.

## Beschreibung
Die barocke Saalkirche wurde 1728/29 anstelle eines Vorgängerbauwerks errichtet. Sie besteht aus dem Langhaus, dem eingezogenen, dreiseitig geschlossenen Chor im Osten, der Sakristei an der Südwand des Chors und dem Fassadenturm im Westen. An der Südwand des Langhauses steht ein Vorbau. Das achteckige Obergeschoss des im Grundriss quadratischen, mit einer Zwiebelhaube bedeckten Kirchturms enthält die Turmuhr und den Glockenstuhl.
Der Innenraum des Langhauses ist mit einem Stichkappengewölbe überspannt. In der Deckenmalerei sind Simon Petrus und Paulus von Tarsus als Märtyrer dargestellt. Der 1679 gebaute Hochaltar wurde im 18. Jahrhundert überarbeitet. Über den seitlichen Opfergangsportalen stehen die Apostelfürsten Peter und Paul. Zentrales Bild in der großen Nische des Hochaltars ist eine spätgotische Marienstatue aus der Zeit um 1460/70. Im Auszug des Altars steht eine Figur der heiligen Barbara von Nikomedien mit dem Turm, in den sie eingesperrt war, um sie von der Außenwelt abzuschirmen. Nachdem sie trotzdem den christlichen Glauben angenommen hatte, wurde sie hingerichtet. 

## Orgel
Die Orgel mit 14 Registern auf zwei Manualen und Pedal wurde von Rudolf Kubak im Jahr 1977 neu gebaut. Sie hat Schleifladen und mechanische Spiel- und Registertraktur. Die Disposition lautet:
| I Manual   |       |
| Rohrflöte  | 8′    |
| Amarosa    | 8′    |
| Gedackt    | 4′    |
| Principal  | 4′    |
| Oktav      | 2′    |
| Mixtur III | 1 ⁄3′ |

| II Manual |       |
| Bordun    | 8′    |
| Flöte     | 4′    |
| Schwiegel | 2′    |
| Hörnle II | 2 ⁄3′ |

| Pedal    |     |
| Subbaß   | 16′ |
| Subbaß   | 8′  |
| Gemshorn | 8′  |
| Gemshorn | 4′  |

- Koppeln: II/I, I/P, II/P